# Plebejus lilacina-casaicus
Plebejus lilacina-casaicus är en fjärilsart som beskrevs av Tutt. Plebejus lilacina-casaicus ingår i släktet Plebejus och familjen juvelvingar. Inga underarter finns listade i Catalogue of Life.